# Holger Mühlbauer-Gardemin

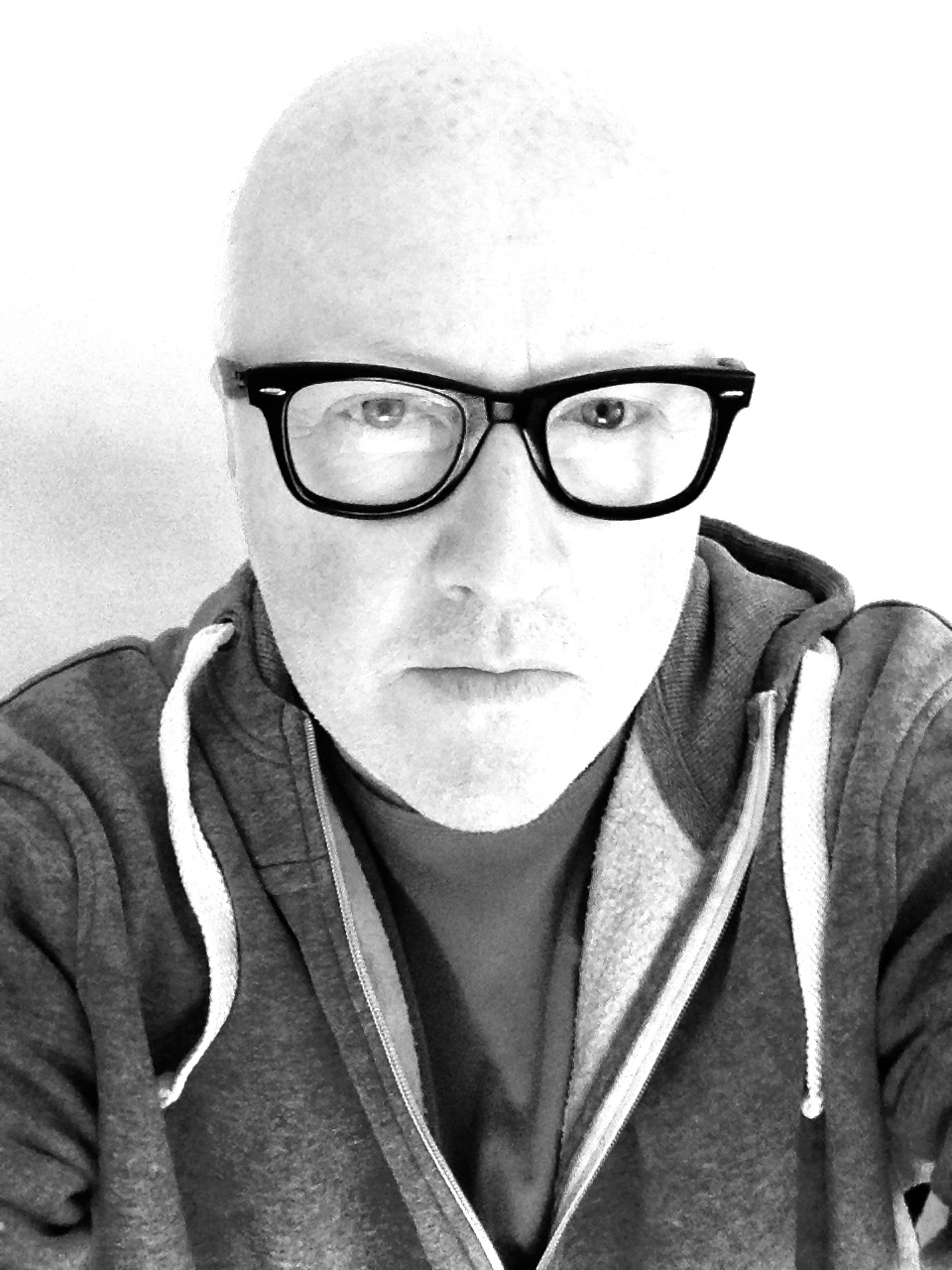
Holger Mühlbauer-Gardemin (2014)

Holger Mühlbauer-Gardemin (* 28. Januar 1962 in Wilhelmshaven) ist ein deutscher Grafikdesigner und bildender Künstler.

## Werdegang
Holger Mühlbauer-Gardemin ist in der Marinehafenstadt Wilhelmshaven aufgewachsen. Den Hang zur Kunst entdeckte er in der Kindheit. Mühlbauer erhielt eine Ausbildung zum Grafikdesigner. Nach Anstellung in mehreren Verlagen und Agenturen hat er sich 1996 selbstständig gemacht. Er arbeitet noch heute in seinem Beruf und ist Inhaber der Agentur „Mühlbauer Design im Pförtnerhaus“, dessen Residenz, das Pförtnerhaus des ehemaligen Marinebekleidungsamtes, als Namenspatron der Agentur dient. Seit 2012 ist er mit einigen Ausstellungen vertreten und gilt als Newcomer in der Kunstszene. Er ist mit Julia Gardemin verheiratet, einer Enkelin des Arztes Herbert Gardemin.

## Stil
In Mühlbauers Werken verschmelzen diverse Kunstrichtungen miteinander: POPART, FOTOPOPART, digitale/analoge Kunst beziehungsweise eine Vermengung jener Elemente zu Mixed Media. Auf eine eindeutige Stilrichtung möchte sich Mühlbauer nicht festlegen, um jedem Bild eine individuelle Note zu geben. Mühlbauers Bestreben liegt darin, die Betrachter zu unterhalten, um über humoristische, satireähnliche Stilmittel und Komponenten die dahinterliegende inhaltliche Ebene zugänglich zu machen.

## Werke
Zum 75-Jährigen Geburtstag von Hans Peter Korff, welcher insbesondere durch die ZDF-Serie "Diese Drombuschs" in der Rolle des Siggi Drombusch Bekanntheit erlangt, porträtierte Mühlbauer den Schauspieler gemeinsam mit seiner Frau, Christiane Leuchtmann.
Für den in Mühlbauers Heimatstadt veranstalteten Wilhelmshaven Sailing Cup wurde er als Cup-Künstler des Jahres 2017 auserkoren. Traditionell ziert ein durch den Künstler ausgewähltes bzw. eigens angefertigtes Bild die Teilnehmerurkunden. Mühlbauer entschied sich dabei für sein Kunstwerk "AHOI", welches in abstrakter Form einen Seemann mit maritimen Insignien wie z. B. Pfeife, Hut mit Anker, Segelschiff mit Jolly Roger zeigt.
Einen Meilenstein auf Mühlbauers Karriereweg stellt die Hannover Art Show (November 2017) dar, auf der er erstmals seine Werke gemeinsam mit hochkarätigen Künstlern wie Picasso, Warhol und Beuys präsentieren konnte. Gesonderte mediale Aufmerksamkeit erfuhr Mühlbauer-Gardemin in der WirtschaftsWoche durch die Veräußerung seines Werkes "Der Feuervogel" an seinen Namensvetter, Geschäftsführer des Bundesverbands für IT-Sicherheit e. V. (TeleTrust) Dr. Holger Mühlbauer. In der Farbenvielfalt des Bildes, ein Markenzeichen Mühlbauer-Gardemins, erkennt Dr. Mühlbauer eine Parallele ("gemeinsamer Nenner") zwischen der Wirkung des Werkes und dem Kompetenzspektrum des von ihm geführten Verbandes.

### Ausstellungen und Werke
Mühlbauer ist mit Dauerausstellungen in der Schweiz, Kalifornien, Los Angeles, Paris, London, Düsseldorf, Shanghai und Heidelberg vertreten. Darüber hinaus unterhält er Ausstellungsverträge mit mehreren Hamburger Galerien.

#### Ständige Ausstellungen
- CALVENDO Verlag, Unterhaching/London (seit 2014)
- Kunst | Online.me, Kunstgalerie, Schweiz (seit 2013)
- Saatchi Art Online-Kunstgalerie, Los Angeles (seit 2014)
- ArtQuid Online-Kunstgalerie, Paris (seit 2014)
- Rise Art, Online-Galerie, London (seit 2016)
- artists.de Online-Kunstgalerie, Düsseldorf (seit 2016)
- seenby.de Online-Fotokunstgalerie, Heidelberg (seit 2017)

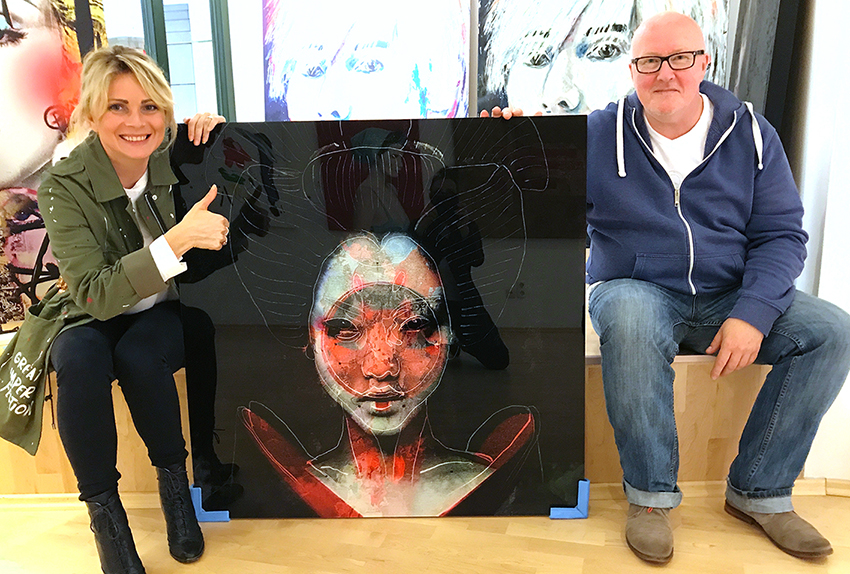
Ewa Helena Martin und Holger Mühlbauer-Gardemin mit dem Bild "Geisha"

#### Temporäre Ausstellungen
2015
- Ausstellung im Hauptsitz der Sparkasse (Kunstgang), Wilhelmshaven (in Zusammenarbeit mit Klaus Schreiber)[7]

2016
- Ausstellung im Golfclub Wilhelmshaven (in Zusammenarbeit mit Klaus Schreiber)
- Ausstellung in der Galerie Pashmin Art, Hamburg/Shanghai
- Ausstellung im Portugiesenviertel, Hamburg
- Ausstellung in der Suedstadt-Galerie, Malerei trifft Fotografie, Wilhelmshaven, (in Zusammenarbeit mit Klaus Schreiber)

2017

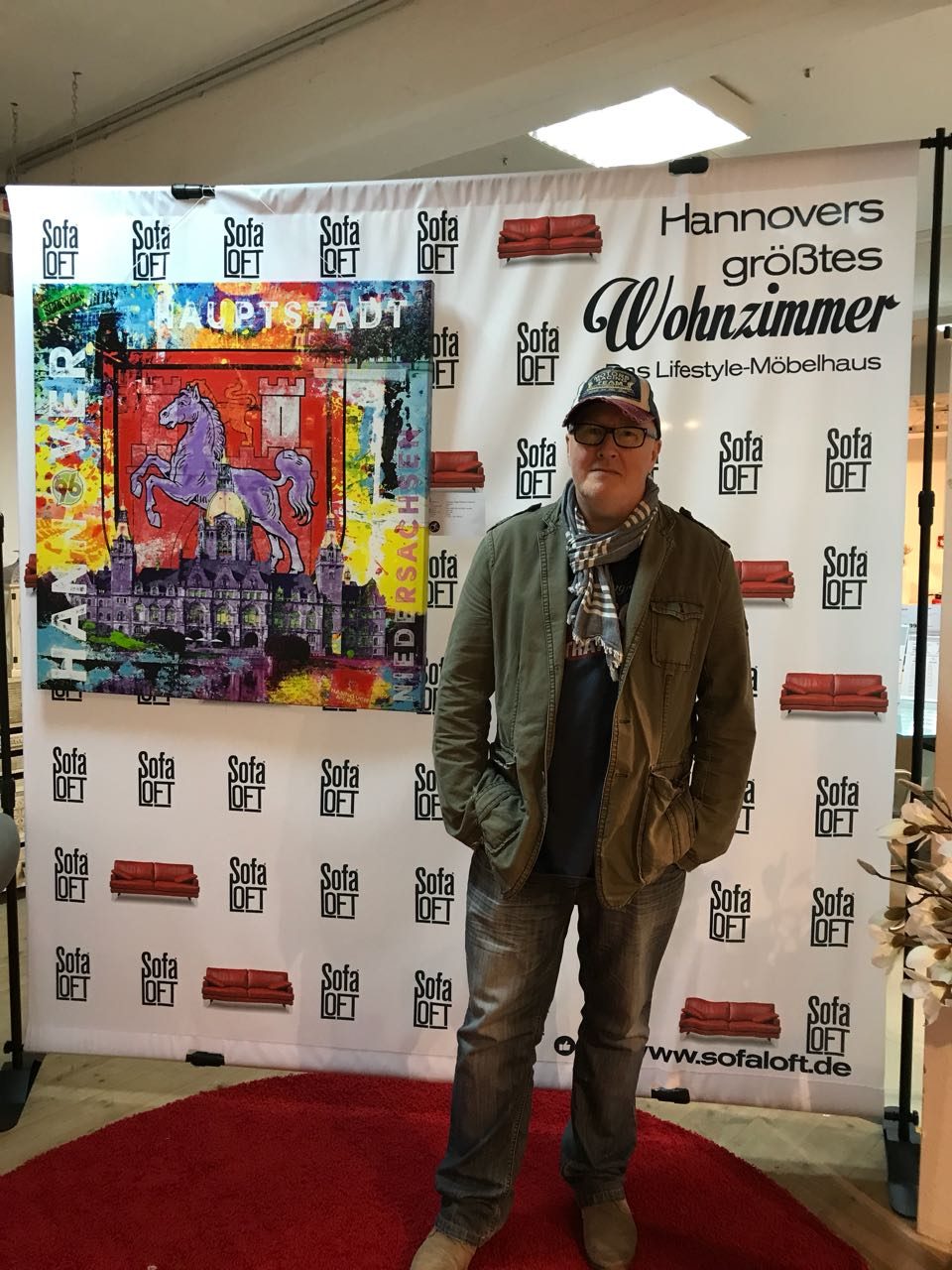
Mühlbauer-Gardemin auf der Hannover Art Show des Sofaloft.

- Ausstellung im Wilhelmshavener Küstenmuseum, „Willst du mit mir Segeln gehen“, Gemeinschaftsausstellung mit Klaus Schreiber, Rainer Fetting, Ernst Volland, Helmut Hertrampf und andere[8]
- Ausstellung bei Wanner & Lach, Malerei trifft Fotografie, Wilhelmshaven (in Zusammenarbeit mit Klaus Schreiber)
- Ausstellung in der Kunstgalerie Morandell, Malerei trifft Fotografie, Bozen, Italien (in Zusammenarbeit mit Klaus Schreiber)
- Galerievertrag mit Popstreet.shop Malerei trifft Fotografie, Hamburg[9]
- Galerievertrag mit Galerie Ewa Helena (ehem. Galerie von Gunter Sachs[10]), Malerei trifft Fotografie, Hamburg Pöseldorf[11]
- Vernissage im Hamburg Huus, Hamburg St. Pauli Landungsbrücken
- Vernissage Galerie des Levante-Hauses, Hamburg[12]
- Ausstellung in der Suedbar, Wilhelmshaven
- Ausstellung in der Galerie Elitzer, FOTOPOPART, Saarbrücken
- Ausstellung bei YARD ART Diedel Klöver, FOTOPOPART, Varel[13]
- Ausstellung in der SUEDBAR Wilhelmshaven, maritime POPART, Wilhelmshaven
- Veröffentlichung auf pashminart-emerging-artist.com, Hamburg/Shanghai
- Ausstellung in der Gallery64, Digital Art, Bremen-Schwachhausen[14]
- Ausstellung im Wattenmeerhaus, Acylmalerie, Wilhelmshaven
- Gemeinschaftsausstellung mit Picasso, Warhol und Beuys, Hannover Art Show, Sofa Loft, Hannover (veranstaltet von Galerie Ewa Helena)

2018
- Ausstellung in der "Festung Grauer Ort", Stade (veranstaltet durch Popstreet.shop)
- Ausstellung in der Oldtimer Tankstelle Brandshof, Hamburg (veranstaltet von Galerie Popstreet.shop)
- Ausstellung in der Fabrik der Künste, Hamburg (veranstaltet von Galerie Ewa Helena)
- Gemeinschaftsausstellung im Rahmen der Media Art Show, Hamburg (veranstaltet durch Galerie Ewa Helena)
- Ausstellung #hot #summer in der Galerie popstreet.shop, Hamburg

### Werke als Grafikdesigner
- Gestaltung des Wilhelmshaven Kalender/Friesland Kalender in Zusammenarbeit mit Klaus Schreiber (laufend seit 2001).[15]
- Gestaltung des Logos der Stadt Schortens (2010)[16]
- Gestaltung des Bildbandes „Wilhelmshaven – Junge Stadt, Tradition und Zukunft“ (2016)[17]
- Gestaltung der Chronik zum 125. Jubiläum der Spar + Bau eG Wilhelmshaven[18]